# Paray-Douaville
Paray-Douaville és un municipi francès, situat al departament d'Yvelines i a la regió de Illa de França. L'any 2007 tenia 229 habitants.
Forma part del cantó de Rambouillet, del districte de Rambouillet i de la Comunitat d'aglomeració Rambouillet Territoires.

## Demografia

### Població
El 2007 la població de fet de Paray-Douaville era de 229 persones. Hi havia 71 famílies, de les quals 8 eren unipersonals (8 homes vivint sols), 13 parelles sense fills i 50 parelles amb fills.
La població ha evolucionat segons el següent gràfic:
Habitants censats

### Habitatges
El 2007 hi havia 80 habitatges, 73 eren l'habitatge principal de la família, 4 eren segones residències i 3 estaven desocupats. 79 eren cases i 1 era un apartament. Dels 73 habitatges principals, 58 estaven ocupats pels seus propietaris, 15 estaven llogats i ocupats pels llogaters i 1 estava cedit a títol gratuït; 1 tenia dues cambres, 6 en tenien tres, 21 en tenien quatre i 45 en tenien cinc o més. 52 habitatges disposaven pel capbaix d'una plaça de pàrquing. A 25 habitatges hi havia un automòbil i a 47 n'hi havia dos o més.

### Piràmide de població
La piràmide de població per edats i sexe el 2009 era:
| Homes | Edats   | Dones |
| ----- | ------- | ----- |
| 0     | 95 o +  | 0     |
| 0     | 90 a 94 | 0     |
| 0     | 85 a 89 | 0     |
| 0     | 80 a 84 | 0     |
| 0     | 75 a 79 | 0     |
| 4     | 70 a 74 | 4     |
| 4     | 65 a 69 | 4     |
| 0     | 60 a 64 | 0     |
| 8     | 55 a 59 | 12    |
| 8     | 50 a 54 | 4     |
| 4     | 45 a 49 | 4     |
| 0     | 40 a 44 | 0     |
| 12    | 35 a 39 | 8     |
| 12    | 30 a 34 | 12    |
| 4     | 25 a 29 | 4     |
| 4     | 20 a 24 | 0     |
| 0     | 15 a 19 | 0     |
| 0     | 10 a 14 | 4     |
| 4     | 5 a 9   | 4     |
| 12    | 0 a 4   | 20    |

## Economia
El 2007 la població en edat de treballar era de 142 persones, 116 eren actives i 26 eren inactives. De les 116 persones actives 110 estaven ocupades (61 homes i 49 dones) i 6 estaven aturades (3 homes i 3 dones). De les 26 persones inactives 4 estaven jubilades, 9 estaven estudiant i 13 estaven classificades com a «altres inactius».

### Ingressos
El 2009 a Paray-Douaville hi havia 69 unitats fiscals que integraven 217,5 persones, la mediana anual d'ingressos fiscals per persona era de 22.633 €.

### Activitats econòmiques
Dels 14 establiments que hi havia el 2007, 3 eren d'empreses de fabricació d'altres productes industrials, 2 d'empreses de construcció, 2 d'empreses de comerç i reparació d'automòbils, 1 d'una empresa de transport, 1 d'una empresa financera, 2 d'empreses immobiliàries, 2 d'empreses de serveis i 1 d'una empresa classificada com a «altres activitats de serveis».
Dels 3 establiments de servei als particulars que hi havia el 2009, 1 era un taller de reparació d'automòbils i de material agrícola, 1 guixaire pintor i 1 lampisteria.
L'any 2000 a Paray-Douaville hi havia 5 explotacions agrícoles que ocupaven un total de 1.165 hectàrees.

## Poblacions més properes
El següent diagrama mostra les poblacions més properes.